# Macaron

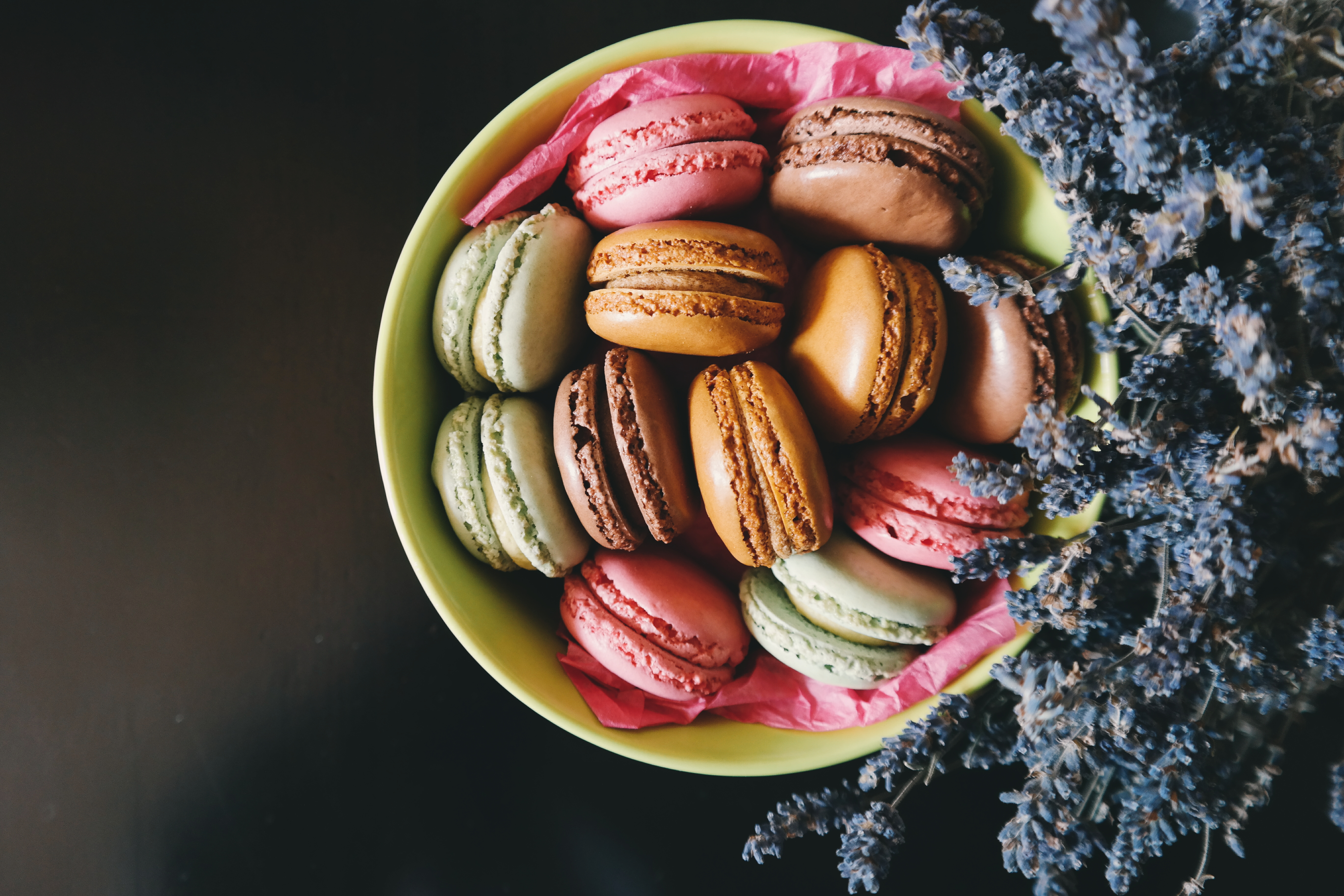
Macaron parisiense.

Macaron (/ˌmækəˈrɒn/ makəRON; francês: [makaʁɔ̃]) ou macaroon, é um pequeno bolo granulado e comumente produzido sob forma arredondada de 3 ou 5 cm de diâmetro, especialidade de Lorraine (Nancy e Boulay), na França. Não deve ser confundido com o massepain de Saint-Léonard-de-Noblat, em Limousin.